# Fredrik Sjöberg (fotograf)
Fredrik Sjöberg, född 27 maj 1974 i Stockholm, är en svensk fotograf. Han gjorde sin fotografiska utbildning vid Kulturama. Fredrik har flera stora bildprojekt, bland annat Kiasma där både form och kontext lever i symbios. 
Han är verksam som frilansfotograf i Stockholm.

## Utställningar
- Kiasma, Svenska kyrkan i Örnsköldsvik, Örnsköldsvik, 2010-2011
- Planket 2010, Stockholm, 2010
- Kiasma, Karlstad domkyrka, Karlstad, 2010
- Kiasma, Uppsala domkyrka, Uppsala, 2010
- Hemlikt, Galleri Ikon, Stockholm, 2008
- Slutspel, Gallery ETC, Stockholm, 2006
- Under ytan – vem är du?, Galleri Bondesonen, Stockholm, 2006
- Julexpo, Kapsylen, Stockholm, 2005
- Kiasma, Gallery Siloform, Göteborg, 2005-2006